# سالرانو کاناوزه
سالرانو کاناوزه (به ایتالیایی: Salerano Canavese) یک کومونه در ایتالیا است که در استان تورین واقع شده‌است. سالرانو کاناوزه ۲٫۲ کیلومتر مربع مساحت و ۵۴۰ نفر جمعیت دارد و ۲۴۷ متر بالاتر از سطح دریا واقع شده‌است.